# Жемиль
Жеми́ль (фр. Gémil, окс. Gemilh) — коммуна во Франции, находится в регионе Юг — Пиренеи. Департамент — Верхняя Гаронна. Входит в состав кантона Монтастрюк-ла-Консейер. Округ коммуны — Тулуза.
Код INSEE коммуны — 31216.

## География
Коммуна расположена приблизительно в 580 км к югу от Парижа, в 19 км к северо-востоку от Тулузы.

## Климат
Климат умеренно-океанический. Зима мягкая и снежная, весна характеризуется сильными дождями и грозами, лето сухое и жаркое, осень солнечная. Преобладают сильные юго-восточные и северо-западные ветры.

## Население
Население коммуны на 2010 год составляло 273 человека.
| 1962 | 1968 | 1975 | 1982 | 1990 | 1999 | 2010 |
| ---- | ---- | ---- | ---- | ---- | ---- | ---- |
| 108  | 107  | 141  | 174  | 201  | 196  | 273  |

## Администрация
| Период | Период | Фамилия         | Партия | Примечания |
| ------ | ------ | --------------- | ------ | ---------- |
| 1977   | 2001   | Армель Руайе    |        |            |
| 2001   | 2014   | Марсель Кортина |        |            |
| 2014   | 2020   | Жан-Ноэль Боду  |        |            |

## Экономика
В 2010 году среди 171 человека трудоспособного возраста (15—64 лет) 135 были экономически активными, 36 — неактивными (показатель активности — 78,9 %, в 1999 году было 66,7 %). Из 135 активных жителей работали 124 человека (63 мужчины и 61 женщина), безработных было 11 (7 мужчин и 4 женщины). Среди 36 неактивных 10 человек были учениками или студентами, 18 — пенсионерами, 8 были неактивными по другим причинам.

## Достопримечательности
- Церковь Св. Петра[фр.]. Исторический памятник с 1929 года[4]